# Povijnice batátová
Povijnice batátová (latinsky Ipomoea batatas), někdy také povijnice jedlá, je druh tropické rostliny patřící do čeledi svlačcovitých, jejíž kořenové hlízy jsou známé jako batáty či sladké brambory. Jejich oranžová odrůda se v Severní Americe nazývá jam.

## Základní informace
Nejvíce se rozšiřují v tropických a subtropických oblastech. Původně pocházejí z Ameriky, z oblasti mexického poloostrova Yucatán a ústí Orinoka ve Venezuele. Batáty, pocházející ze Střední Ameriky, nejsou botanicky příbuzné pravým bramborům, pocházejícím z Ameriky Jižní. Batáty dorazily do Evropy asi o 100 let dříve a byly velmi oceňovány.
Dnes existuje více než 400 různých odrůd batátů, navzájem se liší především barvou dužiny (fialová, načervenalá, oranžová, žlutá, bílá) a slupky, strukturou, tvarem a intenzitou sladké chuti.

## Popis rostliny

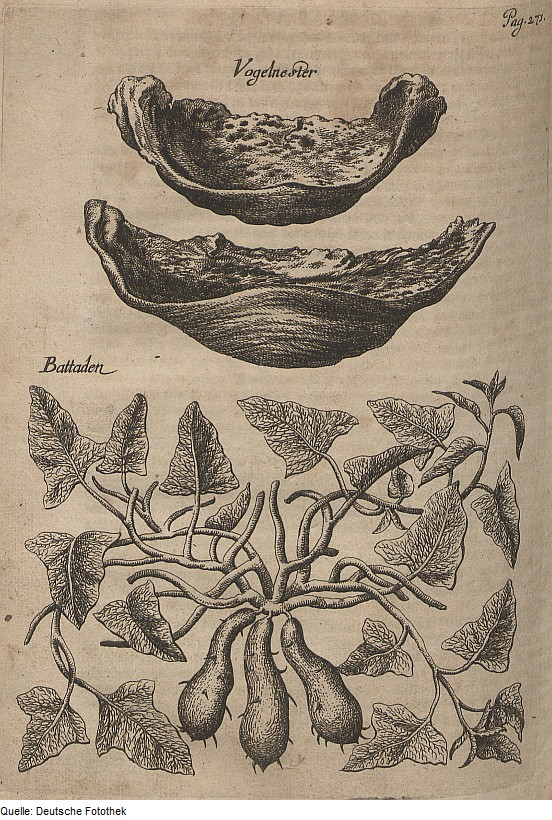
Povijnice batátová rostlina

Rostlina má vytrvalou lodyhu s plazivými stonky a řepovitě ztloustlým kořenem. Váží přibližně 0,5–5 kg.
Listy jsou vejčitě trojboké, se srdčitou, až střelovitou bází. Bývají často trochu zvlněné mezi žilkami. Řapík je poměrně dlouhý.
Stonek může být až 5 metrů dlouhý a silně rozvětvený.
Pokud se květy objeví, jsou poměrně velké a vyskytují se v malých skupinách. Jejich kališní listy jsou podlouhlé (asi 1 cm dlouhé). Vnější květy jsou zašpičatěle kratší, než jsou květy vnitřní. Koruna listu je zvonkovitá, až nálevkovitá. Barevnost květů může být rozmanitá, od levandulově modré až po červenofialovou. Jícen bývá zpravidla tmavší. Velikost květů se pohybuje okolo 3–7 cm. Na dlouhých stopkách vyrůstají v paždí listů. U některých druhů se květy vůbec neobjevují.
Plody jsou většinou 1–2 chudosemenné kulovité tobolky, které se otevírají chlopněmi. Vytvářejí se zřídka.
Kořenové hlízy jsou přibližně veliké jako pěst, válcovitě vřetenovité a mohou být bílé nebo nachové. Obsahují hodně škrobu, jsou sladké a také jedlé.

## Složení batátů
Nové hlízy obsahují 70 % vody, 18 % škrobu a 6 % cukru (dohromady 24 % sacharidů). Jejich energetická hodnota je asi o polovinu větší než u obyčejných brambor. 100 gramů má energetickou hodnotu zhruba 300 kJ. Sladkou chuť mají díky fruktóze, glukóze a sacharóze. V některých zemích se listy používají jako krmivo pro zvířata kvůli velkému obsahu železa, vitamínu A, B, C, E a vláknině.

## Využití
Povijnice batátová neboli sladké brambory patří mezi velmi důležité užitkové rostliny tropů a subtropů. Jejich hlízy obsahují hlavně škrob, ale i cukr, díky kterým mají sladkou chuť. Stejně jako obyčejné brambory jsou mnohostranně použitelné, jak k vaření, tak i k pečení, ale i k získávání škrobu nebo alkoholu. V mnoha částech světa jsou běžné např. batátové hranolky.

## Největší producenti
V roce 2017 bylo podle Organizace pro výživu a zemědělství (FAO, jedna z agentur Organizace spojených národů) celosvětově vypěstováno 112,8 milionů tun batátů. Deset největších producentů vypěstovalo dohromady 85,2 % celosvětové produkce.
| Pořadí | Stát      | Množství (v tunách) |
| ------ | --------- | ------------------- |
| 1      | Čína      | 71 796 500          |
| 2      | Malawi    | 5 472 013           |
| 3      | Tanzanie  | 4 244 370           |
| 4      | Nigérie   | 4 013 786           |
| 5      | Indonésie | 2 023 000           |
| 6      | Etiopie   | 2 008 293           |
| 7      | Angola    | 1 857 797           |
| 8      | Uganda    | 1 656 981           |
| 9      | USA       | 1 656 981           |
| 10     | Indie     | 1 460 000           |
|        | Svět      | 112 835 313         |

## Galerie

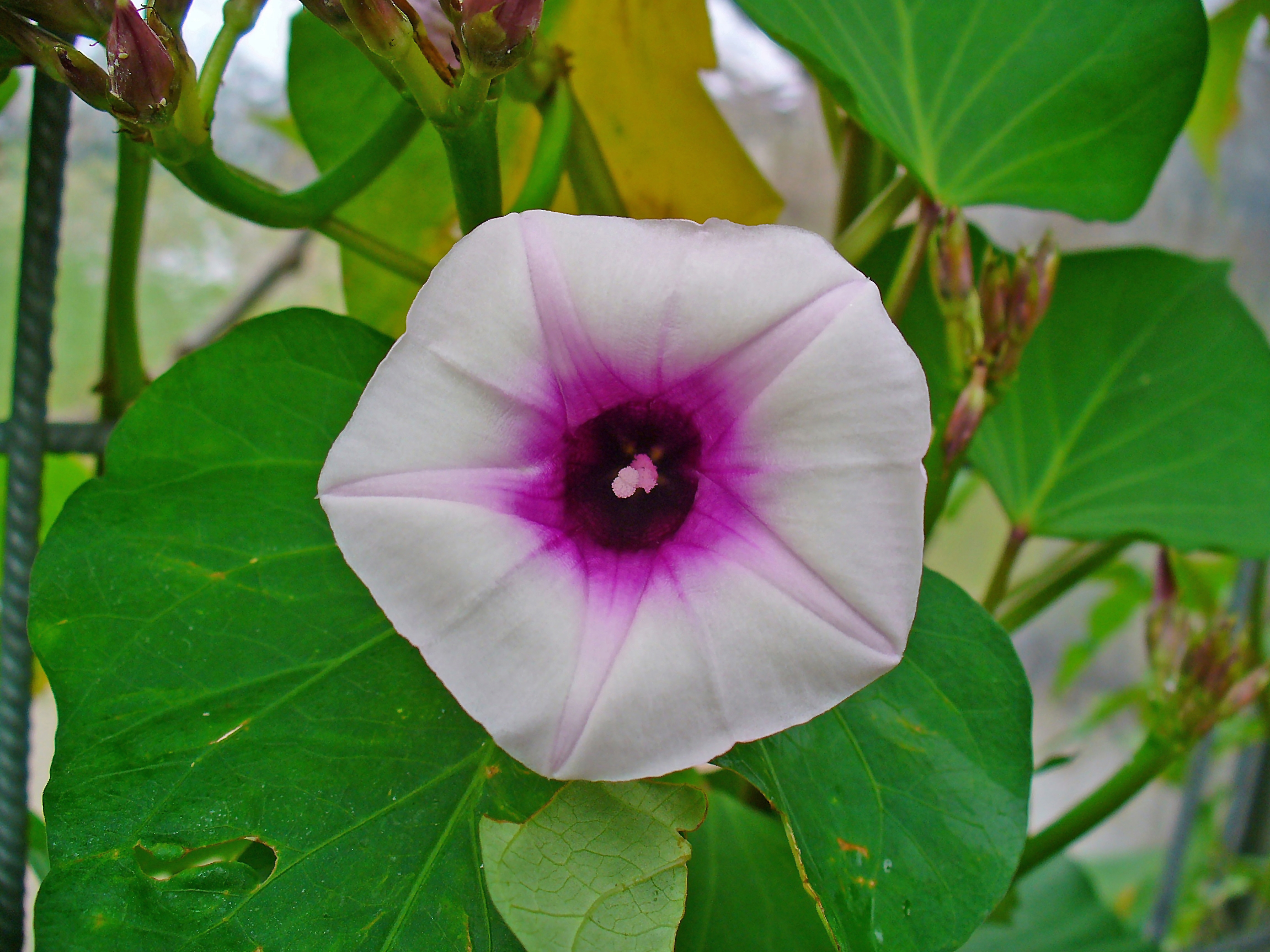
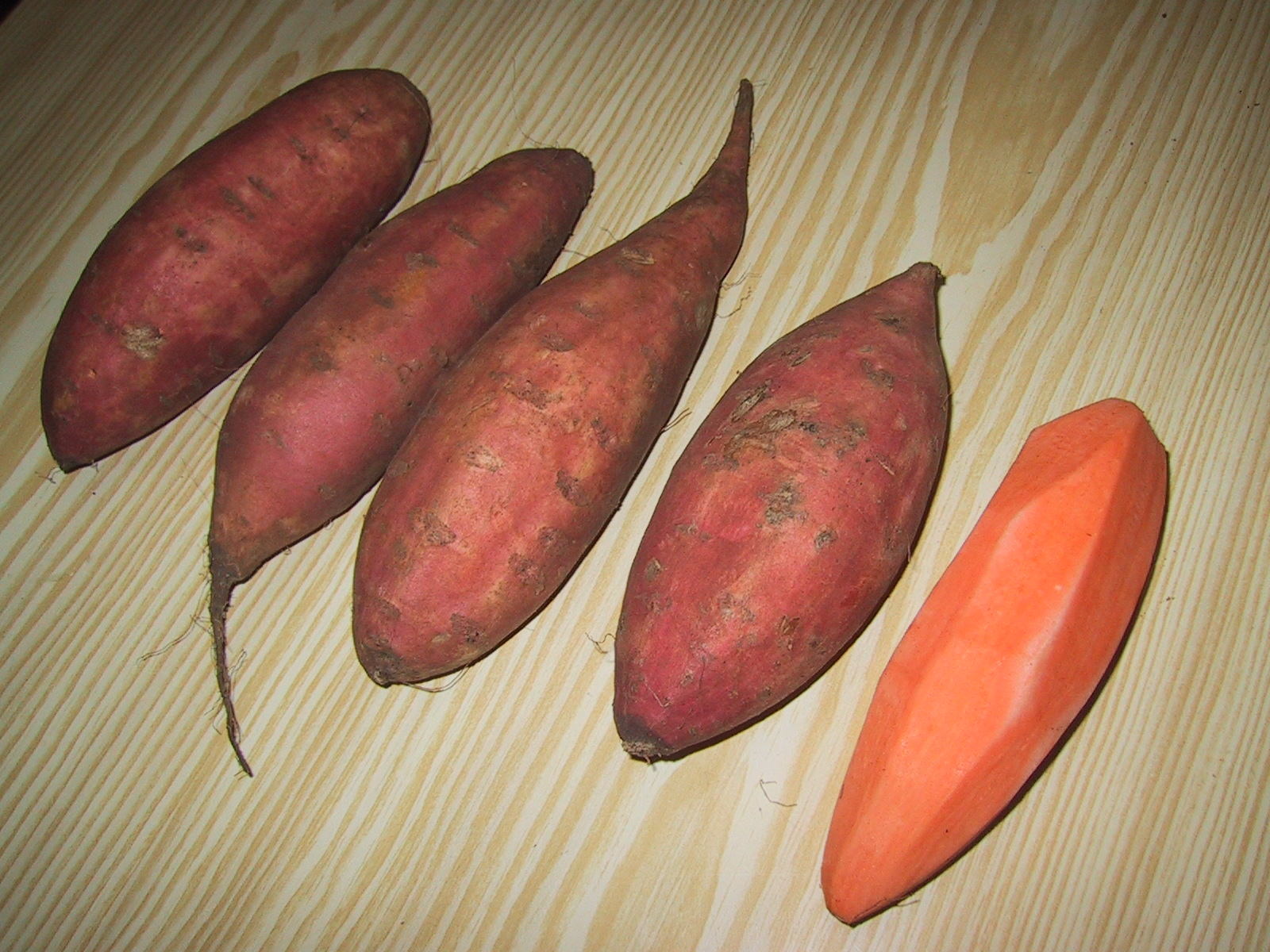
Sladké brambory
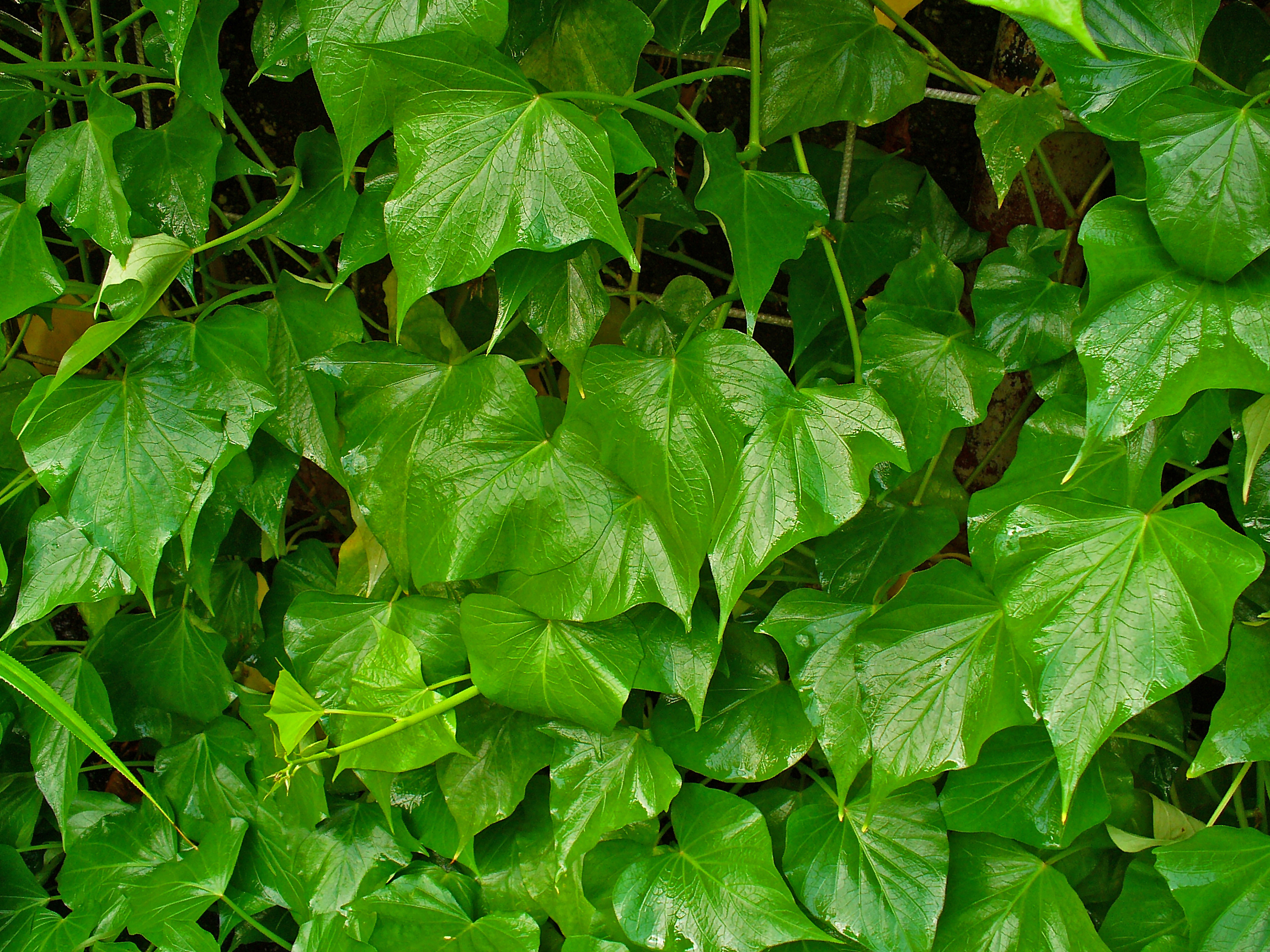
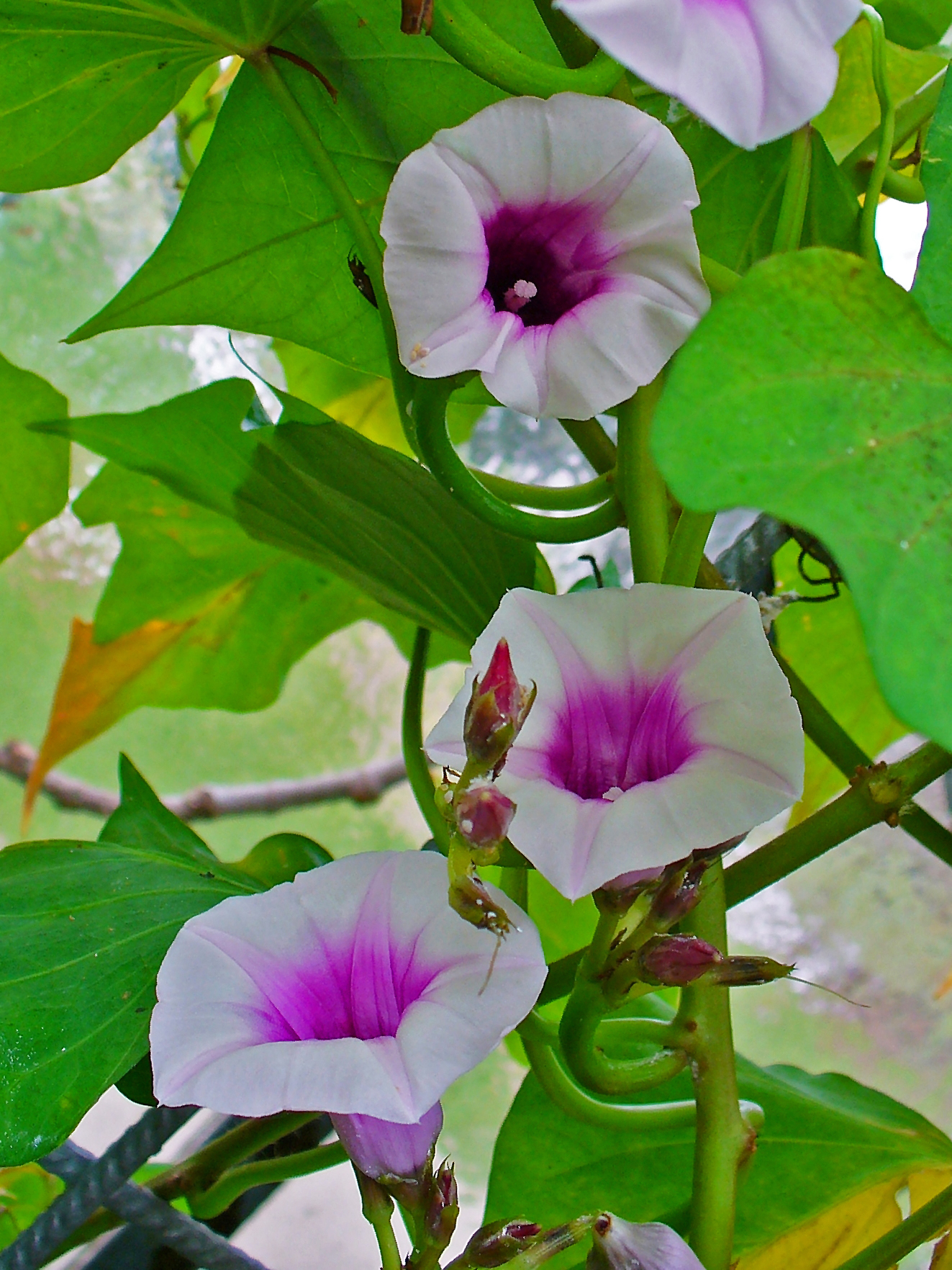
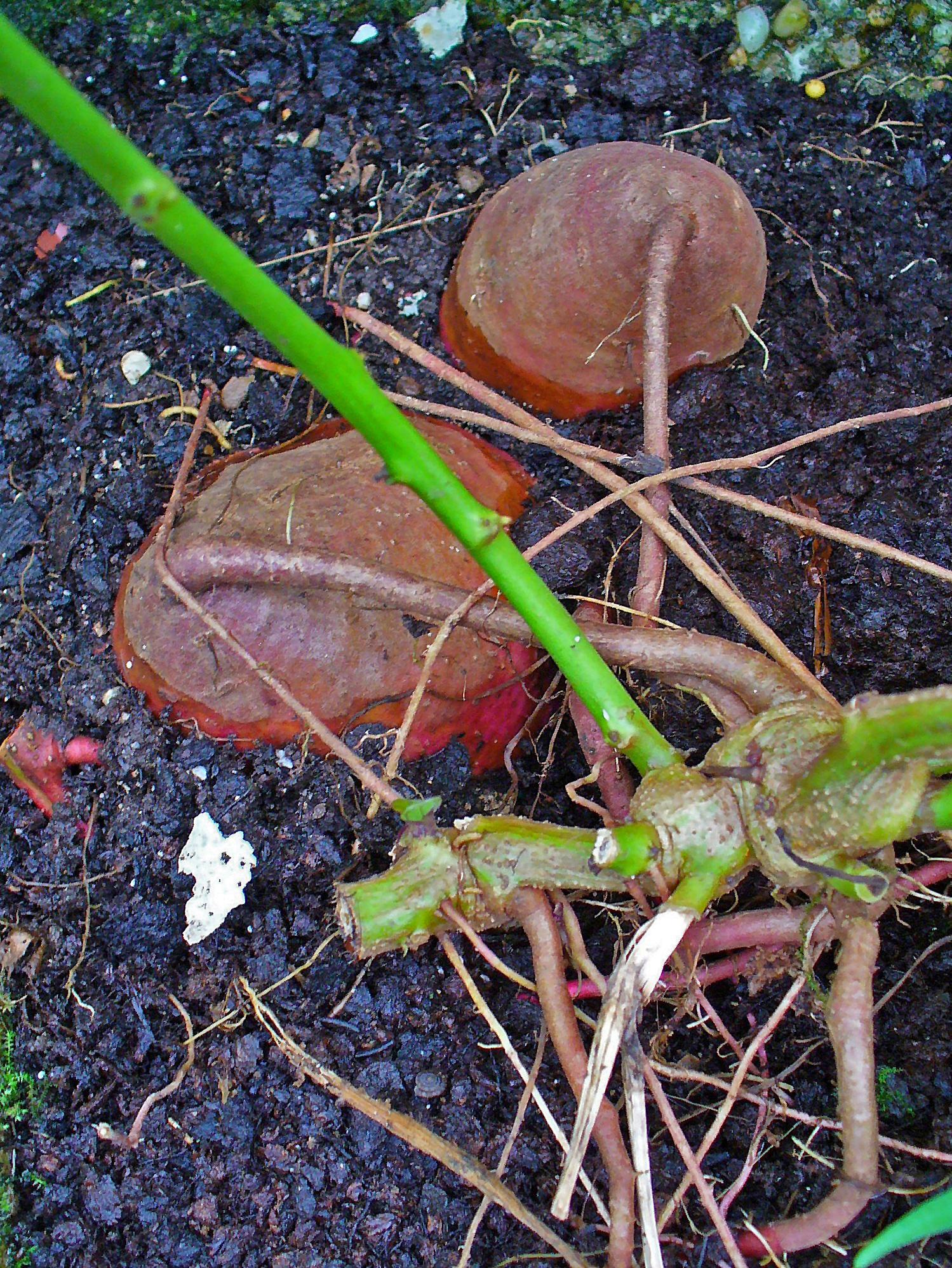